# Os Menotti in Orlando (Ao Vivo)
Os Menotti in Orlando (Ao Vivo) é o sétimo álbum ao vivo da dupla sertaneja César Menotti & Fabiano, lançado em 22 de fevereiro de 2019 pela Som Livre.

## Gravação
Nesse novo trabalho a dupla inovou ao gravar em diversos locais do estado da Flórida, nos Estados Unidos. Dirigido por Anselmo Troncoso, as gravações iniciaram em 31 de outubro, em Key West, passando por Fort Lauderdale, e foram concluídas em 3 de novembro de 2018 no tradicional camping Blue Water Kay, em Orlando. O repertório traz uma mescla de regravações e canções inéditas. 

## Lista de Faixas
| Edição Digital |                                            |                                                                                 |         |  |
| N.º            | Título                                     | Compositor(es)                                                                  | Duração |  |
| 1.             | "Me Ensina"                                | Everton Matos Diego Ferrari Ray Antônio Paulo Pires Sando Neto Guilherme Ferraz | 3:02    |  |
| 2.             | "Tarde Demais"                             | Chrystian                                                                       | 3:19    |  |
| 3.             | "Maré"                                     | Camacho Júnior Lobo Júnior Avelar João Pedro Fernando Henrique Abel Martins     | 2:50    |  |
| 4.             | "Vem Cá Ver Se Não Sou Eu"                 | Júnior Pepato Hiago Vinícius Vine Show Júnior Gomes                             | 2:44    |  |
| 5.             | "Burro Chora"                              | Shylton Fernandes Gabriel do Cavaco Henrique Castro Maykow Melo Bruno Mandioca  | 2:43    |  |
| 6.             | "Então Valeu"                              | Fred Liel Gustavo Marco Aurélio Valéria Costa                                   | 3:12    |  |
| 7.             | "Problemão"                                | Helião Danilo Araújo Cadu Rodrigo Galhardo                                      | 2:17    |  |
| 8.             | "Coração de Bêbado"                        | Rob Tavares Léo Targino Django Carlos Dias Cléber Paraíba                       | 2:44    |  |
| 9.             | "Crença ou Religião"                       | F. Liel Débora Xavier Euler Coelho                                              | 3:10    |  |
| 10.            | "Dia 25"                                   | Elcio Di Carvalho V. Show J. Pepato Natanael Silva                              | 3:20    |  |
| 11.            | "Coração de Lua"                           | Aislan Alves André Vianna Matheus Neves Renato Sousa Vinícius Félix             | 2:47    |  |
| 12.            | "Cheiro de Problema" (part. Anny Petti)    | Luiz Henrique Paloni Leandro Rojas Graciano Teg Mateus Marcolino Tiago Teg      | 2:53    |  |
| 13.            | "Palmas"                                   | Rafael Quadros Waleria Leão Alex Torricelli Rodrigo Oliveira                    | 2:45    |  |
| 14.            | "Seu Neném Te Ama"                         | C. Dias Henrique Tranqueiro                                                     | 3:05    |  |
| 15.            | "Bem Aos Olhos da Lua"                     | Marco Camargo                                                                   | 3:28    |  |
| 16.            | "Depois Que Você Matar Meu Coração"        | César Augusto                                                                   | 3:11    |  |
| 17.            | "Amigo Seu"                                | Fátima Leão Feio                                                                | 4:07    |  |
| 18.            | "Espumas Ao Vento / Lembrança de Um Beijo" | Accioly Neto[b]                                                                 | 3:43    |  |
| 19.            | "Deixa Eu Te Amar"                         | Edson Flávio                                                                    | 3:25    |  |
| Duração total: | Duração total:                             | Duração total:                                                                  | 58:45   |  |

| CD             |                                   |                                                                         |         |  |
| N.º            | Título                            | Compositor(es)                                                          | Duração |  |
| 1.             | "Apaga a Lua[a]"                  | Lari Ferreira Nicolas Damasceno Rafael Borges Diego Silveira C. Augusto | 2:58    |  |
| 2.             | "Tarde Demais"                    |                                                                         | 3:19    |  |
| 3.             | "Maré"                            |                                                                         | 2:50    |  |
| 4.             | "Burro Chora"                     |                                                                         | 2:43    |  |
| 5.             | "Astronauta de Mármore (Starman)" | David Bowie Versão: Carlos Stein Sady Homrich Thedy Corrêa              | 3:16    |  |
| 6.             | "Então Valeu"                     |                                                                         | 3:12    |  |
| 7.             | "Me Ensina"                       |                                                                         | 3:02    |  |
| 8.             | "Vem Cá Ver Se Não Sou Eu"        |                                                                         | 2:44    |  |
| 9.             | "Amigo Seu"                       |                                                                         | 4:07    |  |
| 10.            | "Problemão"                       |                                                                         | 2:17    |  |
| 11.            | "Dia 25"                          |                                                                         | 3:20    |  |
| 12.            | "Coração de Bêbado"               |                                                                         | 2:44    |  |
| 13.            | "Bem Aos Olhos da Lua"            |                                                                         | 3:28    |  |
| 14.            | "Palmas"                          |                                                                         | 2:45    |  |
| Duração total: | Duração total:                    | Duração total:                                                          | 42:45   |  |

| EP Digital     |                                         |         |  |
| N.º            | Título                                  | Duração |  |
| 1.             | "Burro Chora"                           | 2:43    |  |
| 2.             | "Me Ensina"                             | 3:02    |  |
| 3.             | "Cheiro de Problema" (part. Anny Petti) | 2:53    |  |
| 4.             | "Dia 25"                                | 3:20    |  |
| 5.             | "Coração de Bêbado"                     | 2:41    |  |
| Duração total: | Duração total:                          | 14:39   |  |